# Anknüpfungsmoment
Das internationale Privatrecht bestimmt das für einen Streitfall anwendbare Recht dadurch, dass es für einzelne Rechtsbereiche (Anknüpfungsgegenstände) die jeweils maßgebenden Anknüpfungsmomente festlegt. Für ein Grundstück beispielsweise kommt immer das an seinem Standort geltende Recht zur Anwendung, unabhängig vom Wohnort und der Staatsangehörigkeit des Eigentümers.

## Sachnächste Rechtsordnung
Zur Entschließung darüber, welche Rechtsordnung für die Beurteilung von Sachverhalten mit Auslandsberührung die sachlich gebotene sei, hat der Gesetzgeber mehrere Rechtsgüter und Interessen abzuwägen. Mittel dieser Entscheidung ist die Gestaltung der Anknüpfungsmomente. Ein Anknüpfungsmoment besteht aus einem Subjekt (Person, Sache, Ereignis, Recht), einem Attribut des Subjekts, das die Beziehung zwischen dem Subjekt und einer bestimmten Rechtsordnung herstellt, und einem Zeitpunkt. Als Attribut des Subjekts kommen insbesondere in Betracht: Staatsangehörigkeit, Volkszugehörigkeit, gewöhnlicher Aufenthalt, Wohnsitz, Belegenheitsort, Registerort, der Ort, wo die Handlung vorgenommen wurde oder sich ereignete (Tatort, Ort des Vertragsschlusses, Beurkundungsort, Erfüllungsort) in Betracht. Die Anknüpfungsmomente stellen typisierte Fallgruppen auf, welche in der Regel die stärkste sachliche Verbundenheit zu der Rechtsordnung, auf die durch das Anknüpfungsmoment verwiesen wird, kennzeichnen. Um diese pauschalisierende Betrachtungsweise besonderen Interessenlagen des Einzelfalls anzupassen, hat der Gesetzgeber in jüngerer Zeit oftmals für die beteiligten Parteien Rechtswahlmöglichkeiten eingeführt.
Für die Beurteilung von Personenrechten wird durch das deutsche internationale Privatrecht auf die Staatsangehörigkeit und teilweise oder hilfsweise auf den gewöhnlichen Aufenthalt Bezug genommen. Für das Schuldrecht und das Sachenrecht dient der Ort derjenigen Handlung, welche für den Anspruch oder das Rechtsverhältnis prägend ist, als Anknüpfungsmoment.

## Staatsangehörigkeit
Die Staatsangehörigkeit ist nicht nur eine politische Mitgliedschaft eines Bürger in einem Staat mit allen staatsbürgerlichen Rechten und Pflichten, sondern drückt auch ein Bekenntnis zur jeweiligen Werte- und Rechtsordnung aus. Daher ist es gerechtfertigt, die Staatsangehörigkeit als Anknüpfungsmoment für die Beurteilung von Sachverhalten mit Auslandsberührung zu verwenden.
Die Staatsangehörigkeit ist nach dem Gesetz desjenigen Landes festzustellen, deren Staatsbürgerschaft in Frage steht. Probleme wirft die Staatsangehörigkeit bei Mehrstaatlern, Staatenlosen und Staaten mit mehreren (territorialen oder personalen) Rechtsordnungen auf. Schwierigkeiten entstehen auch bei willkürlicher Handhabung der Staatsbürgerschaft durch andere Staaten (z. B. Massenausbürgerungen, Eroberung fremder Staaten, Abspaltungen).
Die Anknüpfung an die Staatsangehörigkeit verwirklicht folgende Ziele am besten:
1. Wahrung der kulturellen Identität des Ausländers;
2. Kontinuitätsinteresse des Ausländers, insbesondere des Urlaubers, Diplomaten, des Journalisten oder Entwicklungshelfers im Ausland, des ausländischen Studenten oder Angestellten eines multinationalen Unternehmens;

Im deutschen internationalen Privatrecht sind Personenrechte (→Personalstatut), namentlich Rechtsfähigkeit und Geschäftsfähigkeit, Namensrecht, Todeserklärung; das Eherecht, namentlich die Voraussetzungen für eine Eheschließung, die Wirkung der Ehe unter den Eheleuten, der eheliche Güterstand, das Recht der Scheidung der Ehe; außerdem das Recht der Vormundschaft, Betreuung und Pflegschaft und das Recht der Rechtsnachfolge von Todes wegen. Auch das österreichische Recht folgt für persönliche Rechte- und Rechtsverhältnisse im Internationalen-Privatrecht-Gesetz dem Recht der Staatsangehörigkeit.

### Kulturelle Identität
Hauptartikel: Kulturelle Identität
Für die Staatsangehörigkeit als Anknüpfungsmoment spricht der Gesichtspunkt, dass einem Ausländer die Möglichkeit gegeben wird, die eigene kulturelle Identität zu bewahren. Der Schutz der kulturellen Identität kann in einem Spannungsverhältnis zu dem Erfordernis der Integration für ein geordnetes Zusammenleben stehen.
Mitarbeiter multinationaler Unternehmen, ausländische Studenten, Diplomaten oder andere Rückkehrwillige werden dagegen so weit wie möglich in der Beurteilung ihrer höchstpersönlichen Angelegenheiten die Wahrung ihrer kulturellen Identität wünschen. Viele wandern erst im Erwachsenenalter aus, so dass sie, insbesondere im familiärer Hinsicht, stark von ihrem Heimatrecht geprägt sind.

### Beständigkeit
Bestünde jeder Staat auf der Anwendung seines Recht, würden Reisende, Diplomaten, ausländische Studenten oder Angestellte multinationaler Unternehmen, je nachdem in welchem Staat sie sich gerade befinden, selbst in höchstpersönlichen Angelegenheiten (z. B. ihrem Namen) und in Familien- und Vermögensangelegenheiten ständig einer wechselnden Rechtsordnung unterworfen werden. Solche Sachverhalte verlangen nach einer einheitlichen Beurteilung. Diesem Interesse kann durch die Anwendung ihres Heimatrechts genügt werden.

### Feststellung; Manipulation
Die Staatsangehörigkeit ist in der Regel einfach festzustellen. Außerdem unterliegt sie nur einer geringen Fälschungs- und Täuschungsmöglichkeit, während sich zum Beispiel der gewöhnliche Aufenthalt oder der Wohnsitz manipulieren lässt. Zudem kann die Staatsangehörigkeit nur schwer gewechselt werden, was zur Stabilität der Rechtsverhältnisse, die an die Staatsangehörigkeit anknüpfen, beiträgt.

## Aufenthaltsort
Neben der Staatsangehörigkeit bietet sich auch der gewöhnliche Aufenthalt oder der Wohnsitz als Anknüpfungsmoment an. Weltweit wird der Begriff des Aufenthalts unterschiedlich verstanden. Meist wird der tatsächliche Lebensmittelpunkt mit dem Willen sich dort niederzulassen kombiniert. Eine normative Betrachtungsweise führt zu einer erheblichen Rechtsunsicherheit, wann welche Rechtsordnung auf eine Person Anwendung findet. Das unterschiedliche Verständnis des Aufenthalts stört den internationalen Entscheidungseinklang, was ein wesentlicher Nachteil dieses Anknüpfungsmomentes ist. Schwierigkeiten treten auch auf, wenn eine Person mehrere Aufenthaltsorte hat oder an einem Aufenthaltsort mehrere personale Rechtsordnungen (z. B. nach Religionszugehörigkeit getrennte) gelten.

### Aufenthaltsrecht als sachnäheres Recht

#### Für die Person des Ausländers
Die Verwendung des ständigen Aufenthalts als Anknüpfungsmoment rechtfertigt sich dann, wenn die Staatsangehörigkeit nicht geeignet ist, ein Bekenntnis zum Rechts- und Kulturkreis des Heimatstaates zum Ausdruck zu bringen. Deswegen wird bei Asylanten und anderen anerkannten Flüchtlingen, die sich in der Regel mit dem Gastland, welches ihnen Schutz gewährt, enger verbunden fühlen, nicht an das Recht des Heimatstaates, sondern an das Recht des ständigen Aufenthaltsortes für die Beurteilung z. B. des Personalstatuts angeknüpft (Art.12 Nr.1 Genfer Flüchtlingskonvention).

#### Für den jeweiligen Regelungsgegenstand
Eine Anknüpfung an das Recht des ständigen Aufenthalts zulasten der Staatsangehörigkeit ist auch dann geboten, wenn das Sachrecht seiner Natur gemäß auf die Umstände ausgerichtet ist, die am ständigen Aufenthaltsort herrschen. Deshalb knüpft das Unterhaltsrecht, das nach Art und Höhe auf die Lebensverhältnisse in Deutschland, die auch einen Ausländer treffen, ausgerichtet ist, an den ständigen Aufenthalt an. Seit dem Kindschaftsrechtsreformgesetz vom 1. Juli 1998 richtet sich auch das Sorgerecht nach dem Recht des Staates, in welchem das Kind seinen gewöhnlichen Aufenthalt hat.
Auch das Vertragsstatut richtet sich in Deutschland nach dem gewöhnlichen Aufenthalt
1. der Person, welche die dem Vertrag eigentümliche Leistung zu erbringen hat (Art. 28 Abs.2 EGBGB);
2. des Verbrauchers bei einem Verbrauchervertrag(Art. 29 Abs.2 EGBGB);
3. des Beförderers bei einem Güterbeförderungsvertrag, sofern sich dort auch der Verladeort oder der Entladeort oder die Hauptniederlassung des Absenders befindet (Art.28 Abs.3 EGBGB).

Allerdings bildet der gewöhnliche Aufenthalt nur die Vermutung dafür, dass die Rechtsordnung des gewöhnlichen Aufenthalts die engste Verbindung mit dem Vertrag aufweise. Im Übrigen haben die Parteien, vorbehaltlich zwingender Regelungen, auch eine freie Rechtswahl. Der Regelung folgen alle, die dem Europäischen Schuldervertragsübereinkommen beigetreten sind. Darunter ist auch Österreich und Belgien (Art.98 belgisches Internationales-Privatrecht-Gesetz). Die Schweiz knüpft in Ermangelung einer Rechtswahl ebenfalls grundsätzlich an den gewöhnlichen Aufenthalt der Partei an, welche die vertragseigentümliche Leistung zu erbringen hat (Art. 117 Abs.2 Internationales-Privatrecht-Gesetz-CH). Näheres siehe: Vertragsstatut

### Hilfsanknüpfung
Seit der, durch den Spanier-Beschluss ausgelösten, Internationalen-Privatrechts-Reform von 1986, bildet der gewöhnliche Aufenthalt im deutschen internationalen Privatrecht eine Hilfsanknüpfung für mit der Ehe verbundene Rechtsverhältnisse, bei welchen beide Ehegatten oder Verlobte eine unterschiedliche Staatsangehörigkeit haben. Wegen der Gleichberechtigung der Geschlechter kann nicht an das Mannesrecht angeknüpft werden (Kegelsche Leiter).
Bei unterschiedlicher Staatsangehörigkeit der Eheleute wird das Recht des gemeinsamen gewöhnlichen Aufenthaltes für die Beurteilung der allgemeinen Wirkung der Ehe unter den Eheleuten, dem ehelichen Güterrecht und dem Recht der Scheidung, wenn die Ehegatten nicht von den neu eingeführten Rechtswahlmöglichkeiten Gebrauch gemacht haben.

### Integration
siehe auch: Integration
Ein Vorzug des Recht des gewöhnlichen Aufenthalts gegenüber dem Heimatrecht ist die Erhöhung des Anpassungsdrucks an inländische Rechts- und Wertevorstellungen. Deutschland, Österreich und Belgien haben sich bei den Gastarbeitern von diesem Gedanken nicht leiten lassen und sehen die Möglichkeit einer Einbürgerung als ausreichend an.
Klassische Einwanderungsländer, insbesondere des angelsächsischen Rechtskreises, knüpfen hier häufig an das Recht des gewöhnlichen Aufenthalts an, weil dadurch die Integration der Ausländer durch hohen Anpassungsdruck an die Rechts- und Wertevorstellungen seines ständigen Aufenthaltsorts vorangetrieben wird. Aber auch die Schweiz gibt durch die Anknüpfung des Personalstatuts an den gewöhnlichen Aufenthalt dem Erfordernis der Integration ein höheres Gewicht.

### Einfachheit der Rechtsanwendung
Für eine Anwendung des Rechts des gewöhnlichen Aufenthalts spricht die Einfachheit der Rechtsanwendung. Deutsche Gerichte und Behörden sind oftmals mit fremden Rechtsordnungen nicht vertraut. Diese müssen erst gutachterlich ermittelt werden. Der Aufenthalt als Anknüpfungsmoment führt zu einer wesentlich selteneren Anwendung fremden Rechts.
Der deutsche Gesetzgeber hat diesem Gesichtspunkt allerdings kein großes Gewicht beigemessen. Der Einwand des höheren Rechtserforschungsaufwands fällt nicht mehr so stark ins Gewicht, wenn die Staaten sich gegenseitig im Rahmen der internationalen Rechtshilfe entgegenkommen. So ist beispielsweise im Eheschließungsrecht ein Ehefähigkeitszeugnis geschaffen worden, in welchem eine ausländische Behörde dem deutschen Standesbeamten das Vorliegen einer bestimmten Rechtslage versichert, so dass eine aufwändige Erforschung der Ehefähigkeit eines ausländischen Verlobten durch deutsche Stellen unterbleiben kann.

## Sonstige Anknüpfungsmomente
Für Rechte und Rechtsverhältnisse, die nicht die Personenrechte berühren, ist die Staatsangehörigkeit und der gewöhnliche Aufenthalt nicht geeignet, die sachnächste Rechtsordnung zu ermitteln. Hier wird an den Ort angeknüpft, an dem eine Handlung stattfand, die für den Anspruch prägend ist.

### Leistungsort
siehe auch: Vertragsstatut
Bei einem Arbeitsvertrag findet, in Ermangelung einer Rechtswahl, das Recht des Staates Anwendung, in dem der Arbeitnehmer gewöhnlich seine Dienste erbringt (Art. 30 Abs.2 Nr.1 EGBGB). Eine vorübergehende Versendung in einen anderen Staat ist unschädlich. Eine Rechtswahl darf nicht dazu führen, dass dem Arbeitnehmer Schutzrechte entzogen würden. Dieser Regelung folgt auch Art.6 des Europäischen Schuldvertragsübereinkommens. Ähnlich auch Art. 121Abs.1, 2 Internationales-Privatrecht-Gesetz-CH mit etwas eingeschränkter Rechtswahlmöglichkeit.
Dieses Anknüpfungsmoment soll dem „Werkvertragsmodell“ entgegenwirken. Bei diesem schließt ein inländisches Unternehmen, an Stelle selbst Arbeitnehmer einzustellen, mit einem ausländischen Unternehmen einen Werkvertrag ab, das mit Hilfe seiner Arbeitnehmer im Inland bestimmte Arbeiten erbringt. Die Anknüpfung an den gewöhnlichen Leistungsort soll dazu führen, dass ein inländisches Unternehmen nicht durch Einschaltung eines ausländischen „Mittelsmanns“ inländisches Arbeitsrecht umgehen kann. Andererseits sollen z. B. deutsche Arbeitnehmer, die für ein deutsches Unternehmen im Ausland vorübergehend tätig sind, nicht sofort dem ausländischen Arbeitsrecht unterfallen.
Gibt es keinen Staat, in dem der Arbeitnehmer gewöhnlich seine Dienste verrichtet, wird als Hilfsanknüpfung der Ort, in dem die Niederlassung, bei der er arbeitet, seinen Sitz hat (Art.230 Abs.2 Nr.2 EGBGB) verwendet.

### Handlungsort

#### Belegenheitsort
Dingliche Rechte, die an einem Grundstück bestehen, unterliegen dem Recht des Belegenheitsorts des Grundstücks. Das regelt Art. 43 Abs.1 EGBGB, Art.87 §1 belgisches Internationales-Privatrecht-Gesetz und ausdrücklich Art. 99 Internationales-Privatrecht-Gesetz-CH. Das Grundstücksstatut ist unwandelbar. Fahrnis unterliegt dem Recht des Staates, in welchem sich die Fahrnis gerade befindet (Art.43 Abs.1 EGBGB, Art.87 §1 belgisches Internationales-Privatrecht-Gesetz). Das Fahrnisstatut ist wandelbar. Die Schweiz und Belgien lockern den Anknüpfungsmoment der rei sitae auf. Bei Transitgütern ist das Recht des Bestimmungsstaates (Art. 101, Art.88 belgisches Internationales-Privatrecht-Gesetz) maßgeblich.
Im internationalen Sachenrecht ist das Trennungs- und Abstraktionsprinzip zu beachten. Der dingliche Vertrag, durch den unmittelbar dingliche Rechte entstehen, ist nach dem Belegenheitsort zu beurteilen. Natürlich ist auf das Recht des Ortes abzustellen, wo die Sache zu dem jeweils maßgeblichen Zeitpunkt, welcher für das dingliche Recht maßgeblich ist, belegen war (Zeitpunkt des Erwerbs, Verlusts, Ausübung, siehe dazu Art. 100 Internationales-Privatrecht-Gesetz-CH).
Das Vertragsstatut eines Vertrags, welches ein dingliches Recht an einem Grundstück oder ein Recht zur Nutzung eines Grundstücks zum Gegenstand hat oder unterliegt, wenn nicht anderes bedungen wurde, dem Recht des Belegenheitsorts des Grundstücks (Art. 28 Abs.3 EGBGB).

#### Registerort
Der Registerort kann als Anknüpfungsmoment verwendet werden. Im deutschen internationalen Privatrecht geschieht das bei der eingetragenen Lebenspartnerschaft (Art. 17b) Abs.1 Satz 1 EGBGB. Bei der eingetragenen Lebenspartnerschaft ist das Recht des Registerorts sachnäher als das Heimatrecht. Trüge man dem Heimatrecht Rechnung, bliebe einem Ausländer, dessen Heimatrecht eine Lebenspartnerschaft nicht kennt, die Begründung einer Lebenspartnerschaft verwehrt.
Etliche Staaten, wie z. B. England, wenden auf eine Gesellschaft das Recht desjenigen Staates an, in dem die Gesellschaft gegründet wurde (Gründungstheorie). Der Gründungsort ist der Ort, wo die Gesellschaft in das Handelsregister eingetragen wurde. Bisher knüpften Deutschland und Österreich an die Sitztheorie an. Der EuGH sieht das jedoch als Verstoß gegen Art. 43, Art. 48 EG-Vertrag. Ein Referentenentwurf der deutschen Regierung plant deshalb den Wechsel zum Recht der Registerorts.